# Tetrazygia bicolor
Tetrazygia bicolor är en tvåhjärtbladig växtart som först beskrevs av Philip Miller, och fick sitt nu gällande namn av Célestin Alfred Cogniaux. Tetrazygia bicolor ingår i släktet Tetrazygia och familjen Melastomataceae. Inga underarter finns listade i Catalogue of Life.

## Bildgalleri

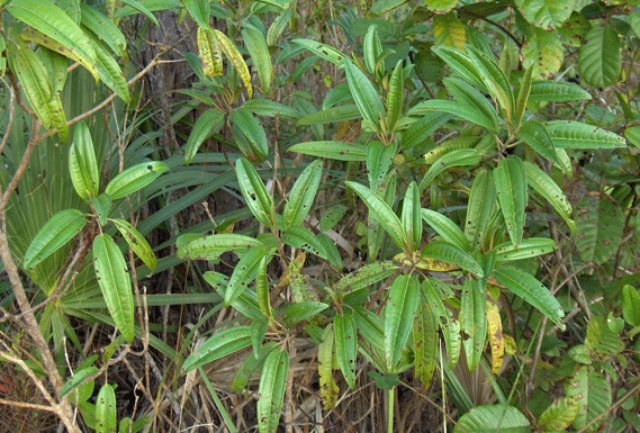
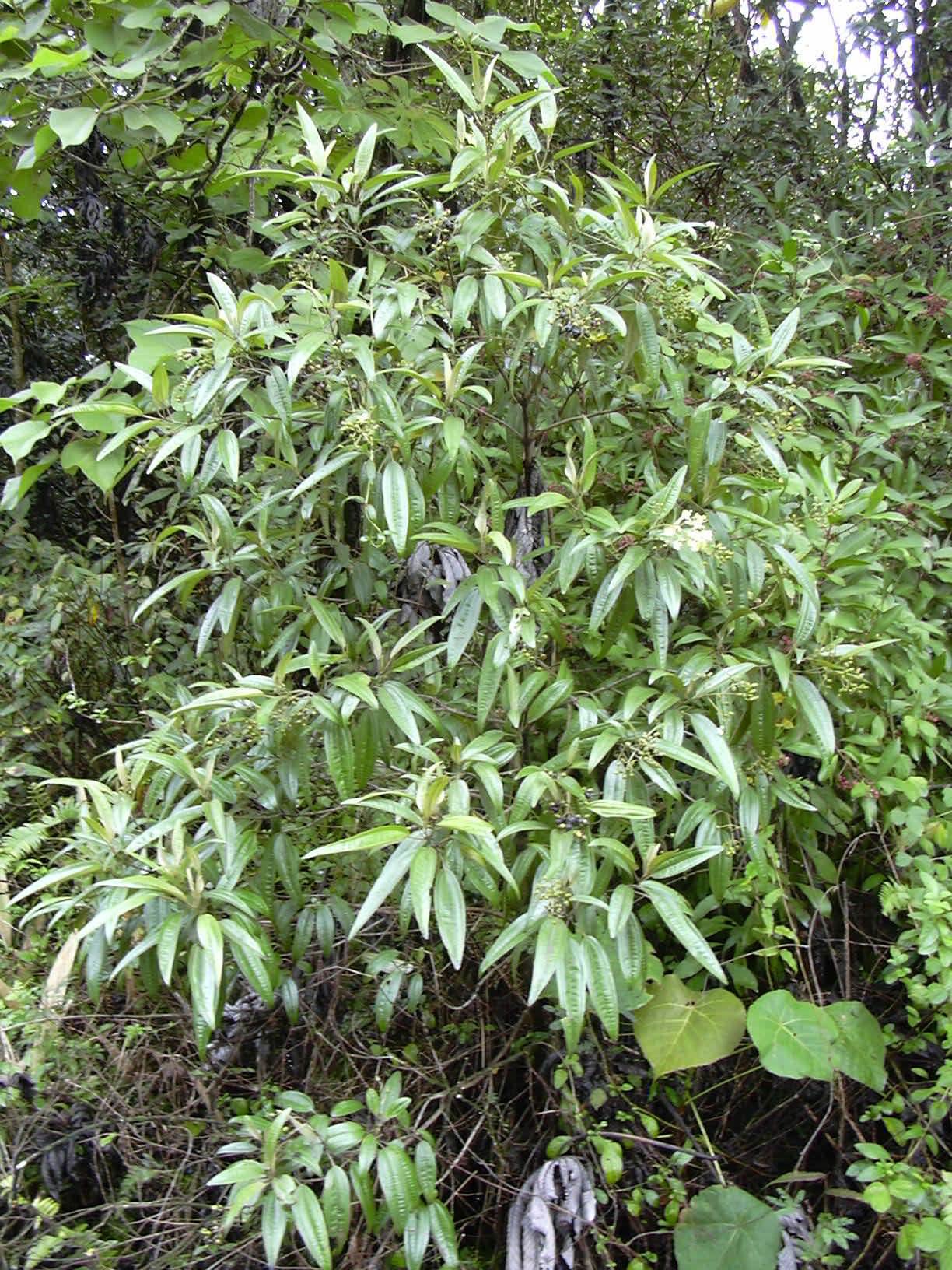
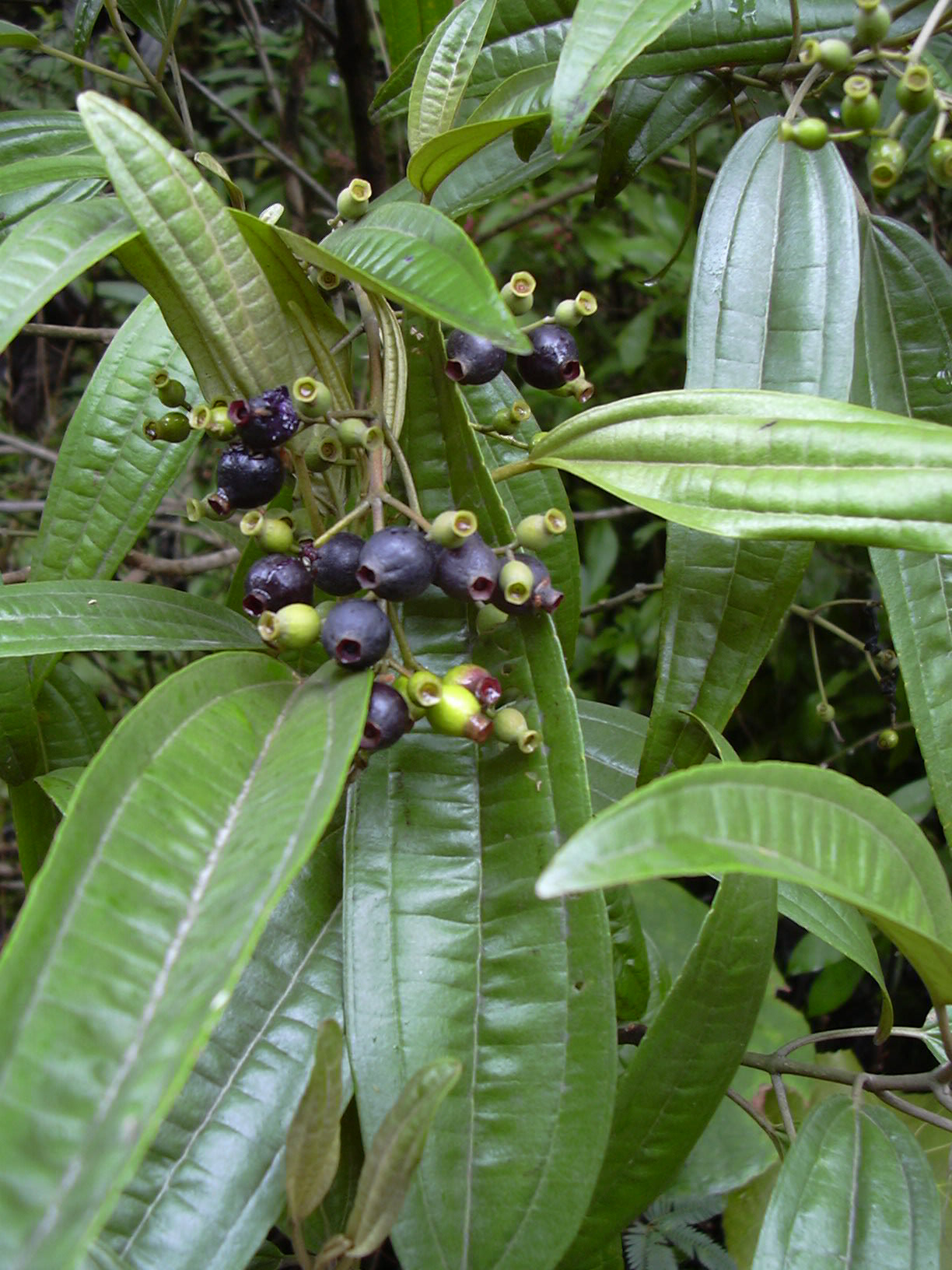
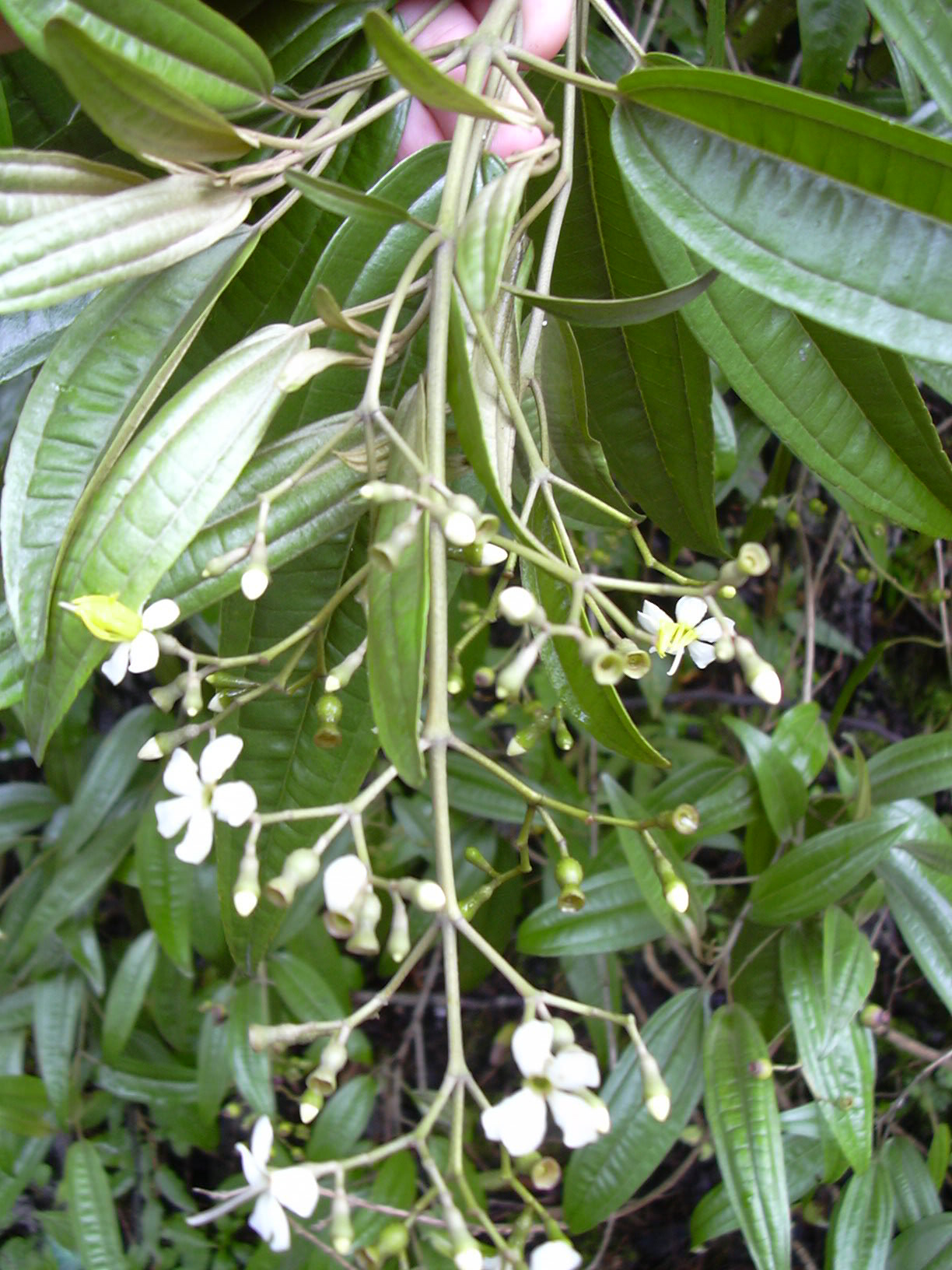